# Крістіан Жоліссен
Крістіан Жоліссен (фр. Christiane Jolissaint, нар. 12 вересня 1961)  — колишня професійна швейцарська тенісистка. 
Здобула п'ять парних титулів туру WTA.
Найвищу одиночну позицію світового рейтингу — 28 місце досягла 5 грудня 1983, парну — 26 місце — 23 травня 1988.

## Фінали Туру WTA

### Парний розряд 7 (5–2)
| Легенда           |   |
| Grand Slam        | 0 |
| WTA Championships | 0 |
| Tier I            | 0 |
| Tier II           | 0 |
| Tier III          | 0 |
| Tier IV & V       | 2 |

| Титули за покриттям |   |
| Тверде              | 1 |
| Ґрунт               | 2 |
| Трава               | 1 |
| Килим               | 1 |

| Результат | Ранг | Дата     | Турнір                          | Покриття   | Партнер             | Опоненти                         | Рахунок       |
| --------- | ---- | -------- | ------------------------------- | ---------- | ------------------- | -------------------------------- | ------------- |
| Перемога  | 1.   | Тра 1983 | Лугано, Швейцарія               | Ґрунт      | Марселла Мескер     | Петра Делес Патрісія Медрадо     | 6–2, 3–6, 7–5 |
| Перемога  | 2.   | Січ 1984 | Піттсбург, Pennsylvania, USA    | Килим      | Марселла Мескер     | Анна-Марія Фернандес Трей Льюїс  | 7–6, 6–4      |
| Перемога  | 3.   | Тра 1984 | Лугано, Швейцарія               | Тверде (i) | Марселла Мескер     | Іва Бударжова Марцела Скугерська | 6–4, 6–3      |
| Поразка   | 4.   | Січ 1985 | Ginny Championships 1985, USA   | Тверде (o) | Марселла Мескер     | Бетсі Нагелсен Пола Сміт         | 3–6, 4–6      |
| Поразка   | 5.   | Гру 1987 | Буенос-Айрес, Аргентина         | Ґрунт      | Джилл Гетерінгтон   | Мерседес Пас Габріела Сабатіні   | 2–6, 2–6      |
| Перемога  | 6.   | Січ 1988 | Sydney International, Австралія | Трава      | Енн Генрікссон      | Клаудія Коде-Кільш Гелена Сукова | 7–6, 4–6, 6–3 |
| Перемога  | 7.   | Тра 1988 | Женева, Швейцарія               | Ґрунт      | Діанне Ван Ренсбург | Марія Ліндстрем Клаудія Порвік   | 6–1, 6–3      |